# Club Atlético de Madrid 2016-2017
Questa voce raccoglie le informazioni riguardanti il Club Atlético de Madrid nelle competizioni ufficiali della stagione 2016-2017.

## Stagione
La stagione 2016-2017 vede l'80ª partecipazione alla massima divisione spagnola e la 15ª di fila per l'Atlético Madrid, che conferma il tecnico argentino Diego Simeone, il quale diventa il secondo allenatore con più panchine in Liga nella storia dei rojiblancos. La squadra di Madrid, dopo aver terminato al terzo posto il campionato precedente si qualifica direttamente alla fase a gironi della Champions League. Il primo impegno ufficiale dei colchoneros è il 21 agosto, al Vicente Calderón, contro il neopromosso Alavés, pareggiando 1-1 al termine di un match a lungo dominato.

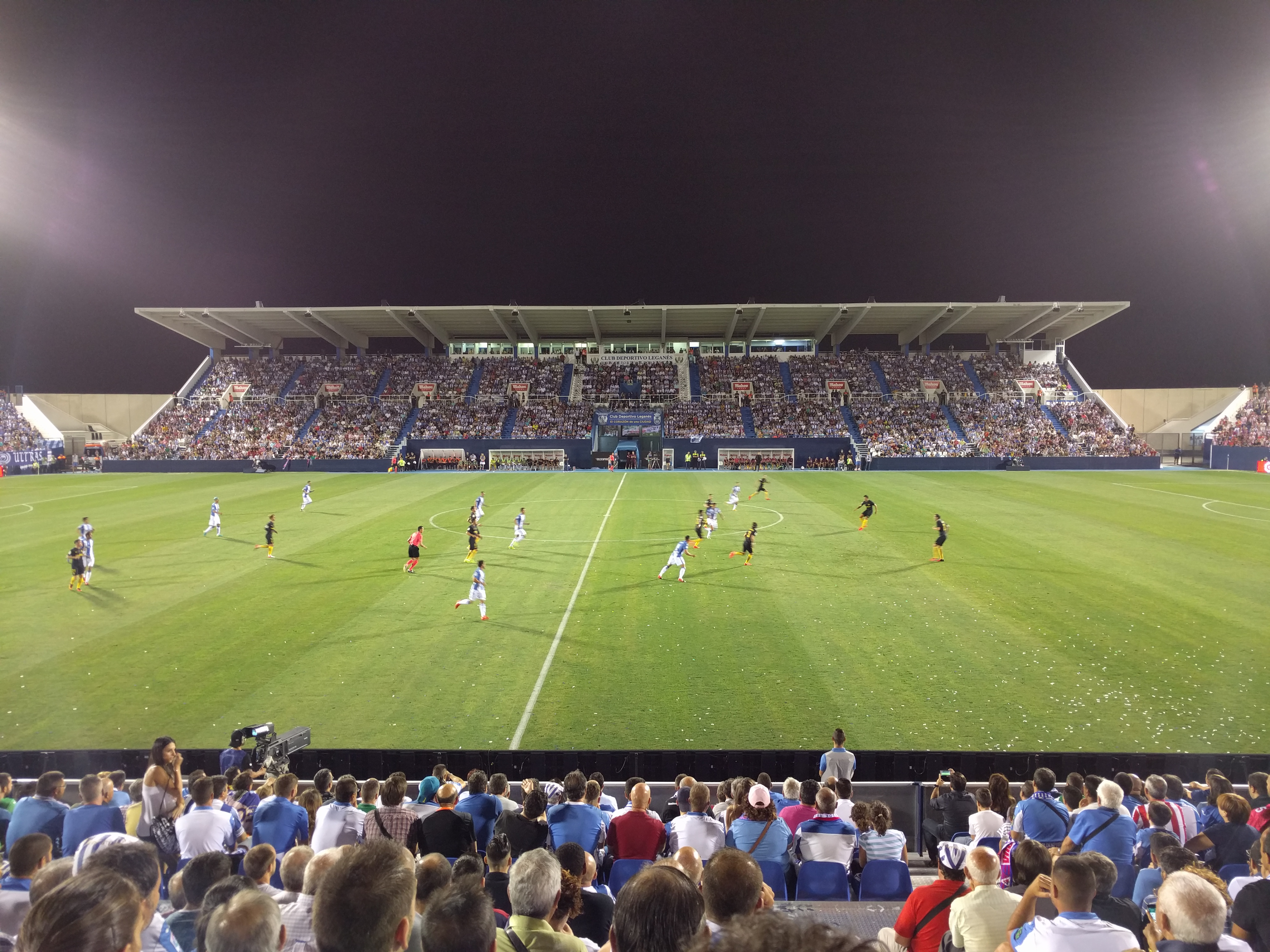
Azione di gioco durante Leganés - Atlético Madrid

Il 25 agosto a Monaco ha luogo il sorteggio per la fase a gironi di Champions League. L'Atletico, inserito in seconda fascia, pesca i campioni di Germania del Bayern Monaco, i campioni d'Olanda del PSV e i vice-campioni di Russia del Rostov al debutto nella competizione, costituendo il gruppo D. Sia il Bayern che il PSV sono state affrontate dai colchoneros nella passata stagione.
Alla terza giornata di campionato arriva la prima vittoria dei colchoneros per 4-0 sul campo del Celta Vigo. L'esordio in Champions League è positivo per gli uomini di Simeone che battono 1-0 a domicilio il PSV grazie soprattutto alla rete di Saúl e al rigore parato da Oblak a Guardado. Dopo aver eliminato i boeren dalla passata edizione, l'Atlético infligge al PSV la prima sconfitta stagionale.
Il 17 settembre arriva la prima vittoria stagionale tra le mura del Vicente Calderón con la manita rifilata allo Sporting Gijón. Undici giorni dopo giunge anche la prima vittoria casalinga in Champions, ai danni del Bayern che viene sconfitto per 1-0. Il 2 ottobre, grazie al successo esterno per 2-0 sul Valencia e nonostante due rigori falliti da Gabi e Griezmann, i Colchoneros si portano in testa insieme al Real Madrid.
Il 15 ottobre, con una prova di forza sul Granada, i Colchoneros vincono 7-1 in occasione del Día de las Peñas grazie anche alla prima tripletta di Carrasco. Il 23 ottobre arriva la prima sconfitta stagionale in casa del Siviglia per 0-1. Il 24 ottobre a Valencia, in occasione della cerimonia dei Premi LFP, tre giocatori (Godín, Griezmann e Oblak) e il tecnico Simeone sono stati premiati per i meriti conseguiti nella passata stagione.
Il 1º novembre la squadra stacca il pass per gli ottavi battendo per 2-1 i russi del Rostov. Il 19 novembre il Real Madrid si aggiudica il derby di Madrid dopo tre anni e mezzo, vincendo 0-3 al Calderón. Il 23 novembre l'Atlético Madrid vince aritmeticamente il gruppo di Champions League grazie al 2-0 rifilato al PSV e alla contemporanea sconfitta del Bayern a Rostov sul Don (3-2).
Il 12 dicembre a Nyon vengono sorteggiati gli accoppiamenti per gli ottavi di finale di Champions League. L'Atlético Madrid pesca i tedeschi del Bayer Leverkusen, già affrontati proprio agli ottavi due anni fa. In occasione della sconfitta per 3-0 rimediata in casa del Villarreal, il portiere sloveno Jan Oblak si infortuna alla spalla e dovrà restare fuori per 3-4 mesi.
Il 2016 dell'Atlético Madrid si chiude con la vittoria interna per 1-0 sul Las Palmas e col passaggio agli ottavi di finale di Coppa del Re, in virtù della vittoria complessiva per 10-1 sul Guijuelo. Il 2017 si apre con la vittoria nell'andata degli ottavi di finale per 2-0 in casa del Las Palmas che permette il passaggio ai quarti nonostante la sconfitta per 2-3 nella gara di ritorno.
Il 25 gennaio, con un risultato complessivo di 5-2, l'Atlético elimina l'Eibar e approda in semifinale di Coppa del Re. Il 4 febbraio, in occasione della vittoria per 2-0 contro il Leganés, Fernando Torres segna il gol numero 4 500 dell'Atlético Madrid nella Liga. Il 7 febbraio si ferma alle semifinali la corsa dell'Atlético in Coppa del Re: contro il Barcellona una sconfitta complessiva per 3-2 estromette i rojiblancos dalla competizione, anche a causa di un rigore fallito da Gameiro e di un gol regolare annullato a Griezmann.

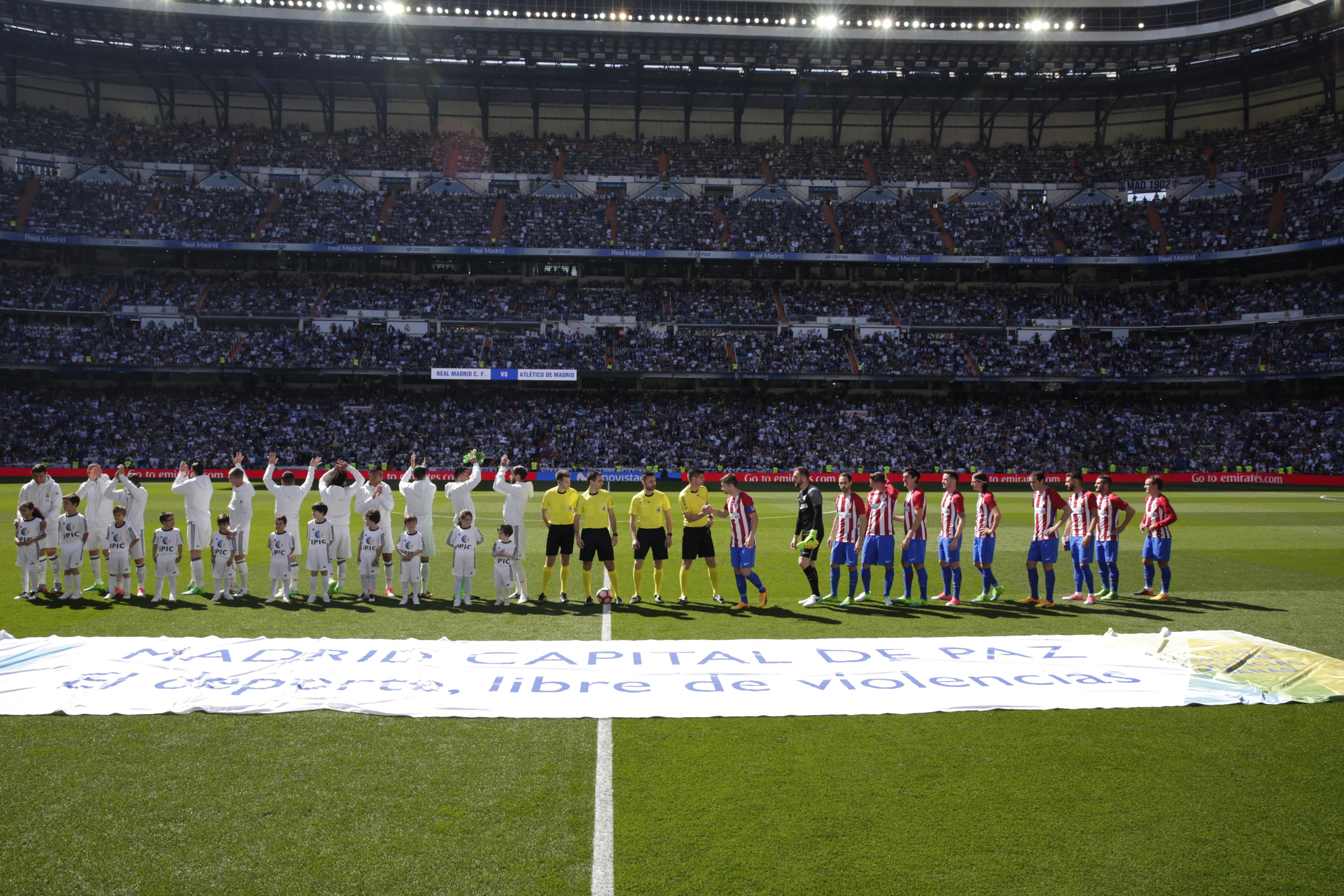
I calciatori di Real Madrid e Atlético Madrid prima del fischio d'inizio

Il 21 febbraio l'Atlético batte 4-2 il Bayer Leverkusen nell'andata degli ottavi di Champions League e Griezmann realizza il suo tredicesimo gol nella massima competizione europea con la maglia dei colchoneros, superando il precedente record appartenuto a Luis Aragonés. Nella gara di ritorno basta lo 0-0 all'Atletico per centrare per la quarta volta l'obiettivo dei quarti di finale di Champions League.
Il 17 marzo viene sorteggiato il Leicester City come avversario ai quarti di finale di Champions League, venti anni dopo l'ultimo confronto. Due giorni dopo, la vittoria per 3-1 contro il Siviglia permette all'Atlético di portarsi a due punti dagli avversari per la lotta al terzo posto.
L'8 aprile il derby di Madrid si conclude in parità col risultato di 1-1.
Il 18 aprile i Colchoneros superano i quarti di finale di Champions League battendo il Leicester con un risultato complessivo di 2-1. La squadra di Simeone raggiunge così la terza semifinale in quattro anni, nella quale affronterà il Real Madrid squadra contro la quale ha perso nelle tre precedenti edizioni del torneo. Il 10 maggio con un risultato complessivo di 2-4 l'Atlético esce alle semifinali di Champions League.
Il 21 maggio l'Atlético batte 3-1 i baschi dell'Athletic Bilbao nell'ultima partita giocata al Vicente Calderón. Contestualmente il portiere sloveno Oblak vince il suo secondo Trofeo Zamora consecutivo, eguagliando il record di Thibaut Courtois, con una media di 0,72 gol subiti a partita.

## Maglie e sponsor
Lo sponsor tecnico per la stagione 2016-2017 è per il 16º anno consecutivo Nike. Lo sponsor ufficiale è per la seconda stagione consecutiva Plus500.
La prima maglia è un omaggio ai 50 anni dell'inaugurazione dello stadio Vicente Calderón, avvenuta il 2 ottobre 1966. In essa spiccano le tre strisce larghe, rosso intenso, che ricordano la prima maglia indossata nella stagione 1966-67. La maglia, senza colletto, presenta intorno al collo un bordo azzurro nel quale si può vedere la bandiera della Spagna e la scritta Atlético. Lateralmente è percorsa da una striscia blu che arriva fino ai pantaloncini, anch'essi blu. Le spalle e le maniche sono rosse per contrastare con il resto della maglietta. Anche i calzettoni sono blu, con una striscia rossa.
La seconda maglia, invece, varia completamente da quella della stagione 2015-2016. Essa presenta una livrea nera con collo rotondo contornato da un bordo blu marino nel quale si può vedere la bandiera della Spagna e la scritta Atlético. Le maniche e le spalle sono sempre di color nero, però un po' più chiaro per esaltare la potenza delle spalle. Ai lati una striscia blu marino percorre tutta la maglia fino ai pantaloncini, anch'essi neri. Sia lo stemma del club che gli sponsor, tecnico e ufficiale, sono di colore giallo così come i calzettoni. Quest'ultimi hanno una striscia blu marino sui polpacci per far spiccare la parte più dinamica dei calciatori.
Le maglie del portiere sono senza colletto e totalmente monocromo (verde, giallo o nero). Il tema varia sulle spalle e le braccia, con la verde e la gialla che presenta delle righe nere che diventano più spesse man mano che si avvicinano ai polsi, che sono completamente neri. Per quanto riguarda la nera, essa presenta le maniche e le spalle grigie, sempre con le righe nere, ma i polsi sono completamente grigi.
| Casa |  | Trasferta |  | Portiere 1 |  | Portiere 2 |  | Portiere 3 |  | Casa alt. |  | Trasferta alt. |

## Organigramma societario
Dal sito internet ufficiale della società.
Area direttiva
- Presidente: Enrique Cerezo

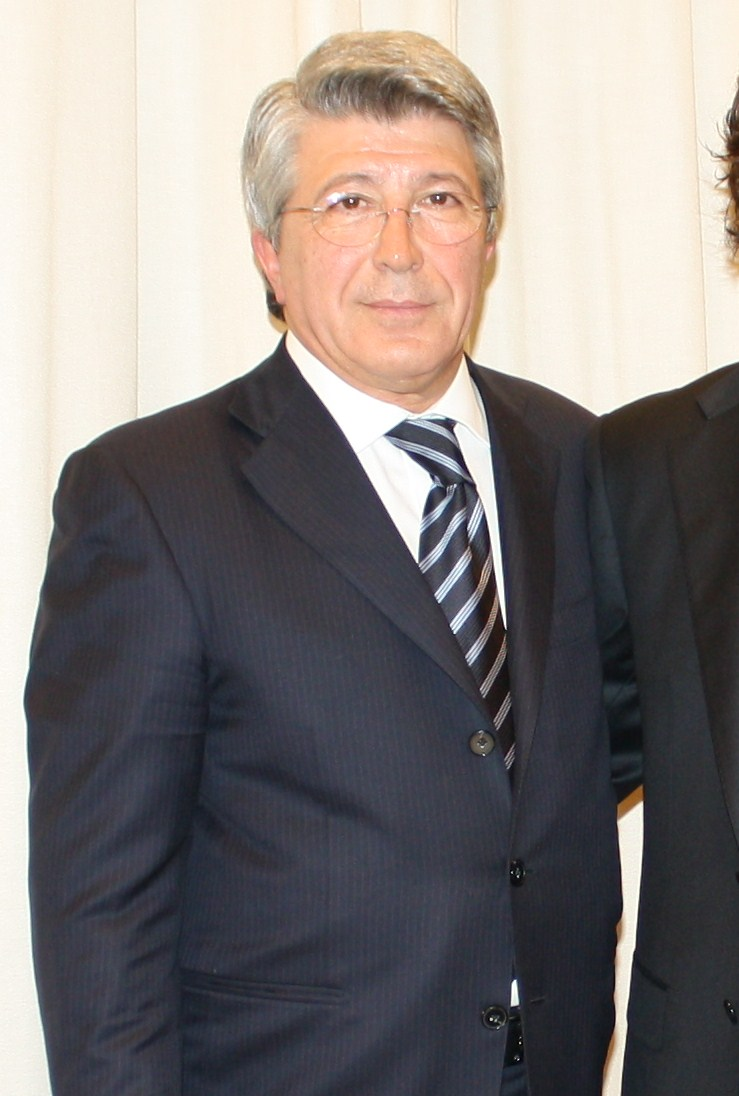
Il presidente Enrique Cerezo, in carica dal 2003

- Amministratore delegato: Miguel Ángel Gil Marín
- Vicepresidente area sociale: Lázaro Albarracín Martínez
- Vicepresidente area commerciale: Antonio Alonso Sanz
- Consiglieri: Severiano Gil y Gil, Óscar Gil Marín, Clemente Villaverde Huelga, Zhang Lin
- Segretario del consiglio: Pablo Jiménez de Parga
- Assessori del consiglio amministrativo: Peter Kenyon, Ignacio Aguillo
- Assessori legali: José Manuel Díaz, Despacho Jiménez de Parga

Area organizzativa
- Direttore finanziario: Mario Aragón Santurde
- Direttore esecutivo: Clemente Villaverde Huelga
- Direttore sportivo: José Luis Pérez Caminero
- Direttore tecnico: Andrea Berta

Area marketing
- Direttore area marketing: Javier Martínez
- Direttore commerciale: Guillermo Moraleda
- Direttore delle risorse: Fernando Fariza Requejo

Area infrastrutturale
- Direttore dei servizi generali e delle infrastrutture: Javier Prieto

Area controllo
- Direttore di controllo: José Manuel Díaz Pérez

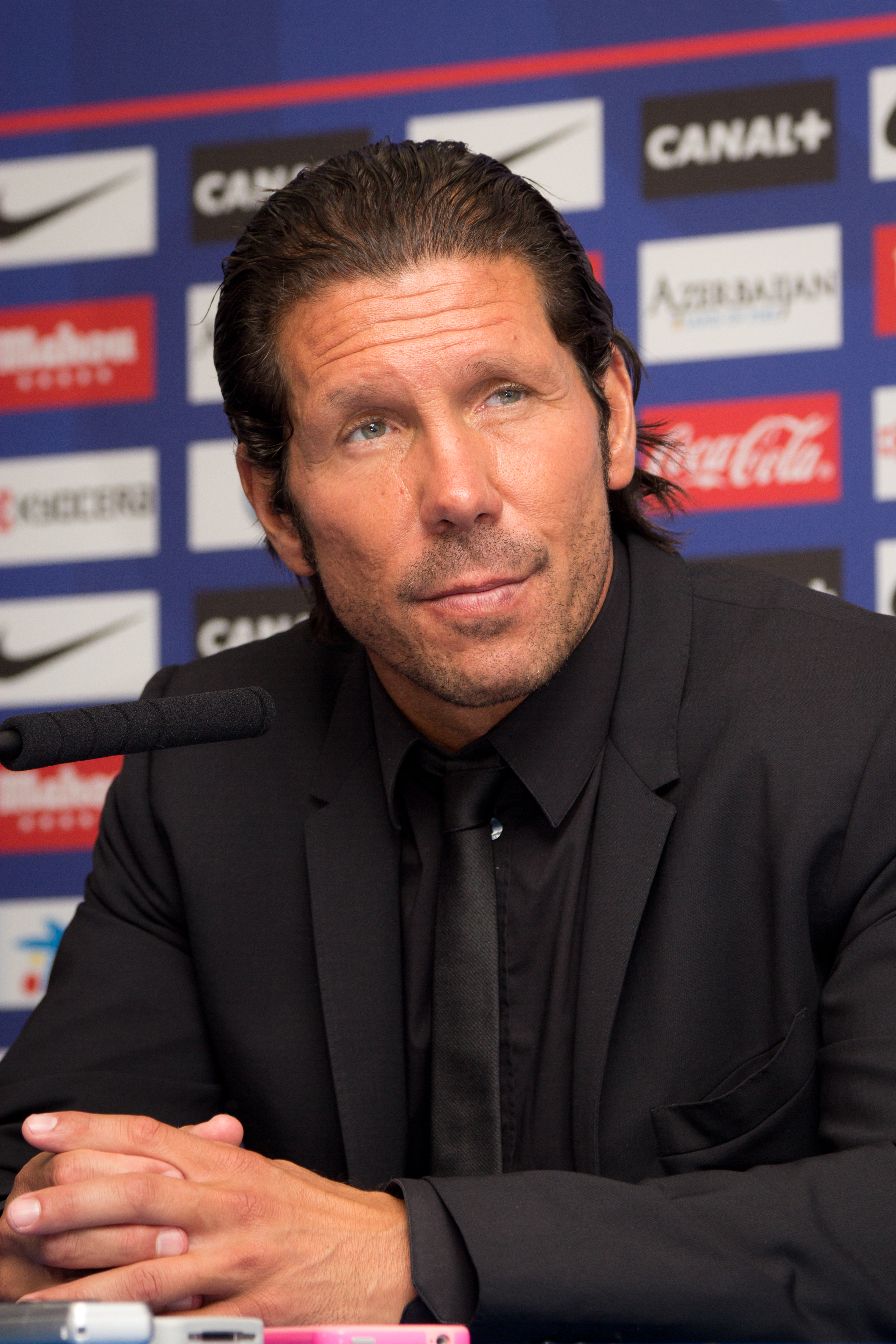
L'allenatore Diego Pablo Simeone alla sesta stagione sulla panchina

Area sviluppo giovanile e internazionale
- Direttore del settore giovanile e dello sviluppo internazionale: Emilio Gutiérrez Boullosa
- Direttore sportivo del settore giovanile: Carlos Aguilera
- Direttore tecnico del settore giovanile: Miguel Ángel Ruiz
- Capo talent scout: Luis Rodríguez Ardila

Area comunicazione
- Direttore della comunicazione e area digitale: Rafael Alique

Area tecnica
- Allenatore: Diego Simeone
- Allenatore in seconda: Germán Burgos
- Preparatori atletici: Óscar Ortega, Carlos Menéndez, Iván Rafael Díaz Infante
- Preparatore dei portieri: Pablo Vercellone
- Allenatore in terza: Juan Vizcaíno
- Delegato: Pedro Pablo Matesanz

Area sanitaria
- Responsabile: José María Villalón
- Infermiere: Gorka de Abajo
- Fisioterapisti: Esteban Arévalo, David Loras, Jesús Vázquez, Felipe Iglesias Arroyo
- Massaggiatore: Daniel Castro

Area ausiliare
- Magazzinieri: Cristian Bautista, Dimcho Pilichev, Mario Serrano

## Rosa

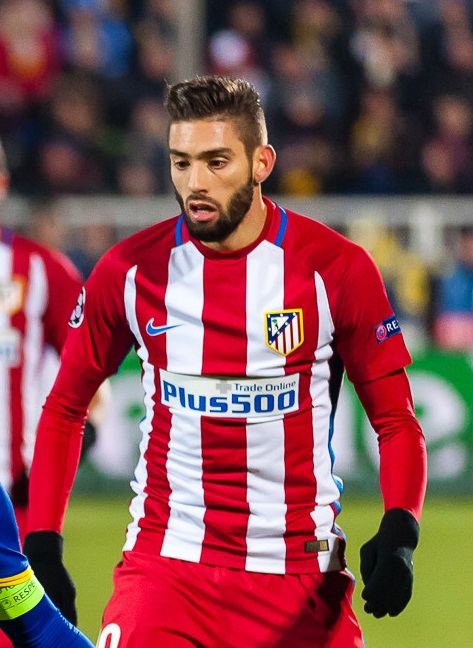
Carrasco in campo contro il Rostov in Champions League

La rosa e la numerazione sono tratte dal sito ufficiale dell'Atlético Madrid.
| N. |                       | Ruolo | Calciatore        |
| -- | --------------------- | ----- | ----------------- |
| 1  | Spagna (bandiera)     | P     | Miguel Ángel Moyà |
| 2  | Uruguay (bandiera)    | D     | Diego Godín       |
| 3  | Brasile (bandiera)    | D     | Filipe Luís       |
| 5  | Portogallo (bandiera) | C     | Tiago Mendes      |
| 6  | Spagna (bandiera)     | C     | Koke              |
| 7  | Francia (bandiera)    | A     | Antoine Griezmann |
| 8  | Spagna (bandiera)     | C     | Saúl Ñíguez       |
| 9  | Spagna (bandiera)     | A     | Fernando Torres   |
| 10 | Belgio (bandiera)     | C     | Yannick Carrasco  |
| 11 | Argentina (bandiera)  | A     | Ángel Correa      |
| 12 | Argentina (bandiera)  | C     | Augusto Fernández |
| 13 | Slovenia (bandiera)   | P     | Jan Oblak         |

| N. |                       | Ruolo | Calciatore         |
| -- | --------------------- | ----- | ------------------ |
| 14 | Spagna (bandiera)     | C     | Gabi (capitano)    |
| 15 | Montenegro (bandiera) | D     | Stefan Savić       |
| 16 | Croazia (bandiera)    | D     | Šime Vrsaljko      |
| 17 | Italia (bandiera)     | C     | Alessio Cerci      |
| 19 | Francia (bandiera)    | D     | Lucas Hernández    |
| 20 | Spagna (bandiera)     | D     | Juanfran           |
| 21 | Francia (bandiera)    | A     | Kevin Gameiro      |
| 22 | Ghana (bandiera)      | C     | Thomas Teye Partey |
| 23 | Argentina (bandiera)  | C     | Nicolás Gaitán     |
| 24 | Uruguay (bandiera)    | D     | José Giménez       |
| 25 | Portogallo (bandiera) | P     | André Moreira      |

## Calciomercato
Durante il mercato estivo viene acquistato, già a giugno, il centrocampista argentino Nicolás Gaitán dal Benfica e sempre dal Portogallo, proveniente però dal Paços Ferreira, il giovane attaccante Diogo Jota. Dal Sassuolo arriva il terzino croato Šime Vrsaljko, per rinforzare il reparto difensivo in seguito alla partenza di Jesús Gámez verso il Newcastle Utd. A fine luglio l'Atlético intavola una trattativa col Siviglia che porta in biancorosso, sponda Atleti, l'attaccante francese Kevin Gameiro a titolo definitivo e in Andalusia, in prestito, l'argentino Luciano Vietto.

### Sessione estiva(dal 1º luglio al 1º settembre)
| Acquisti         | Acquisti            | Acquisti            | Acquisti                   |
| R.               | Nome                | da                  | Modalità                   |
| ---------------- | ------------------- | ------------------- | -------------------------- |
| D                | Šime Vrsaljko       | Sassuolo            | definitivo (16 milioni €)  |
| C                | Nicolás Gaitán      | Benfica             | definitivo (25 milioni €)  |
| C                | Diogo Jota          | Paços Ferreira      | definitivo (7,2 milioni €) |
| A                | Kevin Gameiro       | Siviglia            | definitivo (32 milioni €)  |
| A                | Fernando Torres     |                     | svincolato                 |
| Altre operazioni |                     |                     |                            |
| R.               | Nome                | da                  | Modalità                   |
| P                | Yassine Bounou      | Real Saragozza      | fine prestito              |
| P                | André Moreira       | União Madeira       | fine prestito              |
| P                | André Moreira       | Belenenses          | richiamo dal prestito      |
| P                | Axel Werner         | Atlético Rafaela    | definitivo (0,8 milioni €) |
| D                | Javier Manquillo    | Olympique Marsiglia | fine prestito              |
| D                | Sílvio              | Benfica             | fine prestito              |
| D                | Emiliano Velázquez  | Getafe              | fine prestito              |
| C                | Alessio Cerci       | Genoa               | fine prestito              |
| C                | Josuha Guilavogui   | Wolfsburg           | fine prestito              |
| C                | Bernard Mensah      | Getafe              | fine prestito              |
| A                | Léo Baptistão       | Villarreal          | fine prestito              |
| A                | Borja Bastón        | Eibar               | fine prestito              |
| A                | Rafael Santos Borré | Deportivo Cali      | fine prestito              |

| Cessioni         | Cessioni            | Cessioni          | Cessioni                       |
| R.               | Nome                | a                 | Modalità                       |
| ---------------- | ------------------- | ----------------- | ------------------------------ |
| D                | Jesús Gámez         | Newcastle Utd     | definitivo (6 milioni €)       |
| C                | Matías Kranevitter  | Siviglia          | prestito oneroso (2 milioni €) |
| C                | Óliver              | Porto             | prestito                       |
| A                | Borja Bastón        | Swansea City      | definitivo (18 milioni €)      |
| A                | Luciano Vietto      | Siviglia          | prestito oneroso (3 milioni €) |
| Altre operazioni |                     |                   |                                |
| R.               | Nome                | a                 | Modalità                       |
| P                | Yassine Bounou      | Girona            | definitivo (?)                 |
| P                | André Moreira       | Belenenses        | prestito                       |
| P                | Axel Werner         | Boca Juniors      | prestito                       |
| D                | Javier Manquillo    | Sunderland        | prestito                       |
| D                | Sílvio              | Wolverhampton     | gratuito                       |
| D                | Theo Hernández      | Alavés            | prestito                       |
| D                | Emiliano Velázquez  | Braga             | prestito                       |
| C                | Josuha Guilavogui   | Wolfsburg         | definitivo (3 milioni €)       |
| C                | Diogo Jota          | Porto             | prestito                       |
| C                | Bernard Mensah      | Vitória Guimarães | prestito                       |
| A                | Léo Baptistão       | Espanyol          | definitivo (3,5 milioni €)     |
| A                | Rafael Santos Borré | Villarreal        | prestito                       |
| A                | Fernando Torres     | Milan             | fine prestito                  |

## Risultati

### Primera División

#### Girone di andata
| Arbitro: | Iglesias Villanueva |

|                      |           |            |
| Gameiro 90+3’ (rig.) | Marcatori | 90+5’ Manu |

| Leganés 27 agosto 2016, ore 22:15 CEST 2ª giornata | Leganés          | 0 – 0 referto | Atlético Madrid | Municipal de Butarque (10 958 spett.)\| Arbitro: \| Sánchez Martínez \| |
| Arbitro:                                           | Sánchez Martínez |               |                 |                                                                         |

| Arbitro: | Jaime Latre |

|  |           |                                        |
|  | Marcatori | 53’ Koke 73’, 81’ Griezmann 89’ Correa |

| Arbitro: | Ocón Arráiz |

|                                                          |           |  |
| Griezmann 2’, 30’ Gameiro 5’ F. Torres 72’, 90+1’ (rig.) | Marcatori |  |

| Arbitro: | Fernández Borbalán |

|                |           |            |
| I. Rakitić 41’ | Marcatori | 61’ Correa |

| Arbitro: | Gil Manzano |

|               |           |  |
| Griezmann 70’ | Marcatori |  |

| Arbitro: | Clos Gómez |

|  |           |                             |
|  | Marcatori | 63’ Griezmann 90+3’ Gameiro |

| Arbitro: | de Burgos Bengoetxea |

|                                                                  |           |               |
| Carrasco 34’, 45’, 61’ Nico Gaitán 63’, 81’ Correa 85’ Tiago 87’ | Marcatori | 18’ I. Cuenca |

| Arbitro: | Martínez Munuera |

|             |           |  |
| N'Zonzi 73’ | Marcatori |  |

| Arbitro: | Estrada Fernández |

|                                   |           |                        |
| Carrasco 7’, 86’ Gameiro 24’, 44’ | Marcatori | 37’ Sandro 64’ Camacho |

| Arbitro: | Álvarez Izquierdo |

|                                       |           |  |
| Vela 54’ (rig.) Willian J. 75’ (rig.) | Marcatori |  |

| Arbitro: | Fernández Borbalán |

|  |           |                              |
|  | Marcatori | 21’, 71’ (rig.), 77’ Ronaldo |

| Arbitro: | Mateu Lahoz |

|  |           |                                    |
|  | Marcatori | 36’ Godín 37’ Gameiro 90’ Carrasco |

| Madrid 3 dicembre 2016, ore 20:45 CET 14ª giornata | Atlético Madrid | 0 – 0 referto | Espanyol | Vicente Calderón (39 707 spett.)\| Arbitro: \| Jaime Latre \| |
| Arbitro:                                           | Jaime Latre     |               |          |                                                               |

| Arbitro: | Hernández Hernández |

|                                                  |           |  |
| M. Trigueros 28’ J. dos Santos 38’ Soriano 90+3’ | Marcatori |  |

| Arbitro: | Melero López |

|          |           |  |
| Saúl 59’ | Marcatori |  |

| Arbitro: | Gil Manzano |

|  |           |                        |
|  | Marcatori | 54’ Saúl 74’ Griezmann |

| Arbitro: | Clos Gómez |

|                |           |  |
| Nico Gaitán 8’ | Marcatori |  |

| Arbitro: | Iglesias Villanueva |

|                            |           |                       |
| I. Lekue 42’ de Marcos 56’ | Marcatori | 3’ Koke 80’ Griezmann |

#### Girone di ritorno
| Vitoria 28 gennaio 2017, ore 16:15 CET 20ª giornata | Alavés      | 0 – 0 referto | Atlético Madrid | Mendizorrotza (19 152 spett.)\| Arbitro: \| Ocón Arráiz \| |
| Arbitro:                                            | Ocón Arráiz |               |                 |                                                            |

| Arbitro: | Sánchez Martínez |

|                           |           |  |
| F. Torres 15’ (rig.), 51’ | Marcatori |  |

| Arbitro: | Hernández Hernández |

|                                          |           |                        |
| F. Torres 11’ Carrasco 86’ Griezmann 88’ | Marcatori | 5’ Cabral 78’ Guidetti |

| Arbitro: | González González |

|            |           |                                    |
| Sergio 49’ | Marcatori | 46’ Carrasco 80’, 81’, 85’ Gameiro |

| Arbitro: | Mateu Lahoz |

|           |           |                       |
| Godín 70’ | Marcatori | 64’ Rafinha 87’ Messi |

| Arbitro: | Clos Gómez |

|            |           |               |
| Andone 13’ | Marcatori | 68’ Griezmann |

| Arbitro: | Estrada Fernández |

|                                |           |  |
| Griezmann 10’, 83’ Gameiro 48’ | Marcatori |  |

| Arbitro: | Hernández Hernández |

|  |           |               |
|  | Marcatori | 84’ Griezmann |

| Arbitro: | Gil Manzano |

|                                  |           |            |
| Godín 37’ Griezmann 61’ Koke 77’ | Marcatori | 85’ Correa |

| Arbitro: | Trujillo Suárez |

|  |           |                          |
|  | Marcatori | 26’ Koke 74’ Filipe Luís |

| Arbitro: | Undiano Mallenco |

|                 |           |  |
| Filipe Luís 28’ | Marcatori |  |

| Arbitro: | de Burgos Bengoetxea |

|          |           |               |
| Pepe 52’ | Marcatori | 85’ Griezmann |

| Arbitro: | Melero López |

|                                   |           |  |
| Carrasco 30’, 47’ Filipe Luís 61’ | Marcatori |  |

| Arbitro: | Vicandi Garrido |

|  |           |               |
|  | Marcatori | 73’ Griezmann |

| Arbitro: | Iglesias Villanueva |

|  |           |             |
|  | Marcatori | 82’ Soriano |

| Arbitro: | de Burgos Bengoetxea |

|  |           |                                                     |
|  | Marcatori | 2’, 18’ Gameiro 17’ Saúl 72’ Thomas 90+1’ F. Torres |

| Arbitro: | Fernández Borbalán |

|          |           |  |
| Saúl 69’ | Marcatori |  |

| Arbitro: | Álvarez Izquierdo |

|             |           |           |
| Dani C. 57’ | Marcatori | 66’ Savić |

| Arbitro: | Estrada Fernández |

|                              |           |              |
| F. Torres 8’, 11’ Correa 89’ | Marcatori | 71’ Williams |

### Coppa del Re
| Arbitro: | Undiano Mallenco |

|  |           |                                                                     |
|  | Marcatori | 29’ (rig.) Saúl 45’ Vrsaljko 49’, 53’ Carrasco 57’ Correa 85’ Rober |

| Arbitro: | Estrada Fernández |

|                                                       |           |             |
| Nico Gaitán 17’ Correa 22’ Juanfran 29’ F. Torres 45’ | Marcatori | 80’ A. Pino |

| Arbitro: | Martínez Munuera |

|  |           |                        |
|  | Marcatori | 23’ Koke 51’ Griezmann |

| Arbitro: | Sánchez Martínez |

|                          |           |                                |
| Griezmann 49’ Correa 61’ | Marcatori | 57’, 89’ M. Livaja 90+3’ Mateo |

| Arbitro: | Mateu Lahoz |

|                                      |           |  |
| Griezmann 28’ Correa 60’ Gameiro 68’ | Marcatori |  |

| Arbitro: | Jaime Latre |

|                       |           |                                |
| Sergi 73’ P. León 80’ | Marcatori | 49’ J. M. Giménez 85’ Juanfran |

| Arbitro: | de Burgos Bengoetxea |

|               |           |                     |
| Griezmann 59’ | Marcatori | 7’ Suárez 33’ Messi |

| Arbitro: | Gil Manzano |

|            |           |             |
| Suárez 43’ | Marcatori | 83’ Gameiro |

### UEFA Champions League

#### Fase a gironi
| Arbitro: | Atkinson |

|  |           |          |
|  | Marcatori | 43’ Saúl |

| Arbitro: | Marciniak |

|              |           |  |
| Carrasco 35’ | Marcatori |  |

| Arbitro: | Orsato |

|  |           |              |
|  | Marcatori | 62’ Carrasco |

| Arbitro: | Thomson |

|                      |           |            |
| Griezmann 28’, 90+3’ | Marcatori | 30’ Azmoun |

| Arbitro: | Kulbakov |

|                           |           |  |
| Gameiro 55’ Griezmann 66’ | Marcatori |  |

| Arbitro: | Turpin |

|                 |           |  |
| Lewandowski 28’ | Marcatori |  |

#### Fase a eliminazione diretta
| Arbitro: | Collum |

|                                |           |                                                         |
| Bellarabi 48’ Savić 68’ (aut.) | Marcatori | 17’ Saúl 25’ Griezmann 59’ (rig.) Gameiro 86’ F. Torres |

| Madrid 15 marzo 2017, ore 20:45 CET Ottavi di finale – Ritorno | Atlético Madrid | 0 – 0 referto | Bayer Leverkusen | Vicente Calderón (49 133 spett.)\| Arbitro: \| Karasëv \| |
| Arbitro:                                                       | Karasëv         |               |                  |                                                           |

| Arbitro: | Eriksson |

|                      |           |  |
| Griezmann 28’ (rig.) | Marcatori |  |

| Arbitro: | Rocchi |

|           |           |          |
| Vardy 61’ | Marcatori | 26’ Saúl |

| Arbitro: | Atkinson |

|                       |           |  |
| Ronaldo 10’, 73’, 86’ | Marcatori |  |

| Arbitro: | Çakır |

|                               |           |          |
| Saúl 12’ Griezmann 16’ (rig.) | Marcatori | 42’ Isco |

## Statistiche

### Statistiche di squadra
| Competizione     | Punti | In casa | In casa | In casa | In casa | In casa | In casa | In trasferta | In trasferta | In trasferta | In trasferta | In trasferta | In trasferta | Totale | Totale | Totale | Totale | Totale | Totale | DR  |
| Competizione     | Punti | G       | V       | N       | P       | Gf      | Gs      | G            | V            | N            | P            | Gf           | Gs           | G      | V      | N      | P      | Gf     | Gs     | DR  |
| ---------------- | ----- | ------- | ------- | ------- | ------- | ------- | ------- | ------------ | ------------ | ------------ | ------------ | ------------ | ------------ | ------ | ------ | ------ | ------ | ------ | ------ | --- |
| Liga             | 78    | 19      | 14      | 2       | 3       | 38      | 14      | 19           | 9            | 7            | 3            | 30           | 13           | 38     | 23     | 9      | 6      | 70     | 27     | +41 |
| Coppa del Re     | -     | 4       | 2       | 0       | 2       | 10      | 6       | 4            | 2            | 2            | 0            | 11           | 3            | 8      | 4      | 2      | 2      | 21     | 9      | +12 |
| Champions League | 15    | 6       | 5       | 1       | 0       | 8       | 2       | 6            | 3            | 1            | 1            | 7            | 7            | 12     | 8      | 2      | 2      | 15     | 9      | +6  |
| Totale           | 93    | 29      | 21      | 3       | 5       | 56      | 22      | 29           | 14           | 10           | 5            | 48           | 23           | 58     | 35     | 13     | 10     | 104    | 45     | +59 |

### Andamento in campionato
| Giornata  | 1 | 2  | 3 | 4 | 5 | 6 | 7 | 8 | 9 | 10 | 11 | 12 | 13 | 14 | 15 | 16 | 17 | 18 | 19 | 20 | 21 | 22 | 23 | 24 | 25 | 26 | 27 | 28 | 29 | 30 | 31 | 32 | 33 | 34 | 35 | 36 | 37 | 38 |
| --------- | - | -- | - | - | - | - | - | - | - | -- | -- | -- | -- | -- | -- | -- | -- | -- | -- | -- | -- | -- | -- | -- | -- | -- | -- | -- | -- | -- | -- | -- | -- | -- | -- | -- | -- | -- |
| Luogo     | C | T  | T | C | T | C | T | C | T | C  | T  | C  | T  | C  | T  | C  | T  | C  | T  | T  | C  | C  | T  | C  | T  | C  | T  | C  | T  | C  | T  | C  | T  | C  | T  | C  | T  | C  |
| Risultato | N | N  | V | V | N | V | V | V | P | V  | P  | P  | V  | N  | P  | V  | V  | V  | N  | N  | V  | V  | V  | P  | N  | V  | V  | V  | V  | V  | N  | V  | V  | P  | V  | V  | N  | V  |
| Posizione | 7 | 10 | 7 | 4 | 5 | 3 | 1 | 1 | 5 | 3  | 4  | 6  | 4  | 4  | 6  | 6  | 4  | 4  | 4  | 4  | 4  | 4  | 4  | 4  | 4  | 4  | 4  | 4  | 3  | 3  | 3  | 3  | 3  | 3  | 3  | 3  | 3  | 3  |

Legenda:

Luogo: C = Casa; T = Trasferta. Risultato: V = Vittoria; N = Pareggio; P = Sconfitta.

### Statistiche dei giocatori
| Giocatore     | Primera División | Primera División | Primera División | Primera División | Coppa di Spagna | Coppa di Spagna | Coppa di Spagna | Coppa di Spagna | Champions League | Champions League | Champions League | Champions League | Totale   | Totale | Totale      | Totale     |
| Giocatore     | Presenze         | Reti             | Ammonizioni      | Espulsioni       | Presenze        | Reti            | Ammonizioni     | Espulsioni      | Presenze         | Reti             | Ammonizioni      | Espulsioni       | Presenze | Reti   | Ammonizioni | Espulsioni |
| ------------- | ---------------- | ---------------- | ---------------- | ---------------- | --------------- | --------------- | --------------- | --------------- | ---------------- | ---------------- | ---------------- | ---------------- | -------- | ------ | ----------- | ---------- |
| Augusto       | 3                | 0                | 0                | 0                | 0               | 0               | 0               | 0               | 0                | 0                | 0                | 0                | 3        | 0      | 0           | 0          |
| Caio Henrique | 0                | 0                | 0                | 0                | 1               | 0               | 0               | 0               | 0                | 0                | 0                | 0                | 1        | 0      | 0           | 0          |
| Y. Carrasco   | 35               | 10               | 5                | 0                | 6               | 2               | 0               | 1               | 12               | 2                | 0                | 0                | 53       | 14     | 5           | 1          |
| A. Cerci      | 1                | 0                | 0                | 0                | 1               | 0               | 0               | 0               | 0                | 0                | 0                | 0                | 2        | 0      | 0           | 0          |
| Á. Correa     | 31               | 4                | 6                | 0                | 7               | 4               | 1               | 0               | 9                | 0                | 1                | 0                | 47       | 8      | 8           | 0          |
| Filipe Luís   | 34               | 3                | 5                | 0                | 4               | 0               | 1               | 0               | 10               | 0                | 3                | 0                | 48       | 3      | 9           | 0          |
| Gabi          | 34               | 0                | 9                | 0                | 5               | 0               | 3               | 0               | 11               | 0                | 4                | 0                | 50       | 0      | 16          | 0          |
| K. Gameiro    | 31               | 12               | 0                | 0                | 6               | 2               | 0               | 0               | 9                | 2                | 0                | 0                | 46       | 16     | 0           | 0          |
| J. M. Giménez | 17               | 0                | 5                | 0                | 6               | 1               | 0               | 0               | 6                | 0                | 2                | 0                | 29       | 1      | 7           | 0          |
| D. Godín      | 30               | 3                | 10               | 1                | 5               | 0               | 0               | 0               | 11               | 0                | 2                | 0                | 46       | 3      | 12          | 1          |
| A. Griezmann  | 36               | 16               | 3                | 0                | 5               | 4               | 1               | 0               | 12               | 6                | 0                | 0                | 53       | 26     | 4           | 0          |
| Juanfran      | 23               | 0                | 3                | 0                | 7               | 2               | 1               | 0               | 6                | 0                | 0                | 0                | 36       | 2      | 4           | 0          |
| Keidi         | 0                | 0                | 0                | 0                | 1               | 0               | 0               | 0               | 0                | 0                | 0                | 0                | 1        | 0      | 0           | 0          |
| Koke          | 36               | 4                | 6                | 1                | 6               | 1               | 1               | 0               | 12               | 0                | 3                | 0                | 54       | 5      | 10          | 1          |
| Lucas         | 15               | 0                | 2                | 0                | 5               | 0               | 2               | 0               | 4                | 0                | 0                | 0                | 24       | 0      | 4           | 0          |
| A. Moreira    | 0                | 0                | 0                | 0                | 0               | 0               | 0               | 0               | 0                | 0                | 0                | 0                | 0        | 0      | 0           | 0          |
| J. Moreno     | 0                | 0                | 0                | 0                | 1               | 0               | 0               | 0               | 0                | 0                | 0                | 0                | 1        | 0      | 0           | 0          |
| M. Moyà       | 9                | -6               | 0                | 0                | 8               | -9              | 0               | 0               | 1                | -2               | 0                | 0                | 18       | -17    | 0           | 0          |
| Nico Gaitán   | 23               | 3                | 1                | 0                | 8               | 1               | 0               | 0               | 5                | 0                | 1                | 0                | 36       | 4      | 2           | 0          |
| J. Oblak      | 30               | -21              | 1                | 0                | 0               | 0               | 0               | 0               | 11               | -7               | 0                | 0                | 41       | -28    | 1           | 0          |
| R. Olabe      | 0                | 0                | 0                | 0                | 1               | 0               | 0               | 0               | 0                | 0                | 0                | 0                | 1        | 0      | 0           | 0          |
| Rober         | 0                | 0                | 0                | 0                | 1               | 1               | 0               | 0               | 0                | 0                | 0                | 0                | 1        | 1      | 0           | 0          |
| Saúl          | 33               | 4                | 8                | 0                | 8               | 1               | 2               | 0               | 12               | 4                | 2                | 0                | 53       | 9      | 12          | 0          |
| S. Savić      | 32               | 1                | 5                | 1                | 7               | 0               | 3               | 0               | 10               | 0                | 2                | 0                | 49       | 1      | 10          | 1          |
| Thomas        | 16               | 1                | 5                | 0                | 2               | 0               | 1               | 0               | 6                | 0                | 0                | 0                | 24       | 1      | 6           | 0          |
| Tiago         | 12               | 1                | 2                | 0                | 0               | 0               | 0               | 0               | 3                | 0                | 0                | 0                | 15       | 1      | 2           | 0          |
| F. Torres     | 31               | 8                | 3                | 0                | 5               | 1               | 0               | 0               | 9                | 1                | 1                | 0                | 45       | 10     | 4           | 0          |
| Š. Vrsaljko   | 14               | 0                | 1                | 0                | 6               | 1               | 1               | 0               | 5                | 0                | 0                | 0                | 25       | 1      | 2           | 0          |